# 崔伯故居
崔伯故居又称“崔家花园”，为天津近代教育家、北洋大学堂和官立中学堂英文教员、南开中学英语教员及英文科顾问、天津模范英语夜校创办者、华籍美国人伯西·布来克福德·崔伯 (Percy Black - ford Tripp)及其后代的住宅，建于1925年，位于当时的伟夫路4号（今天津市河西区湛江路19号）。

## 建筑风格
崔伯故居由美国医生蔡乐尔大夫于1925年建造，该建筑占地面积为748平方米，建筑面积为295平方米，是一座二层带地下室的花园式别墅。1927年，崔伯先生购置该建筑并成为其在津居所。该建筑的门窗和地板原料均为在美制作成构件后运来的美国松木。建筑一楼西南角一间为门厅，东北角一间为餐厅，建筑二楼设有五间卧室、一间浴室和一间储藏室，建筑地下室的前面设有一间锅炉房和一间楼梯间，建筑前院设有由砖垛和白色木条栅栏构成的通透式院墙为，墙上悬挂有花盆和风铃。